# 东山乡 (互助土族自治县)
东山乡，是中华人民共和国青海省海东市互助土族自治县下辖的一个乡镇级行政单位。

## 行政区划
东山乡下辖以下地区：
大庄村、岔尔沟村、大泉村、东山村、贺尔村、吉家岭村、联大村、上元保村、寺尔村、下李村、下元保村和白牙合村。